# 발레라노
발레라노(이탈리아어: Vallerano)는 이탈리아 라치오주 비테르보도에 위치한 코무네다. 로마로부터 북서쪽 60km, 비테르보로부터 남동쪽 13km 거리에 있다.